# Another Cinderella Story
Another Cinderella Story är en amerikansk komedifilm från 2008 med Selena Gomez och Drew Seeley i huvudrollerna.

## Handling
Den här filmen återberättar filmen "Askungen". Mary Santiago (Selena Gomez) har rollen som Askungen, Dominique Blatt (Jane Lynch) spelar den onda styvmodern, Britt (Emily Perkins) och Bree (Katharine Isabelle) är de onda styvsystrarna och Joey Parker (Drew Seeley) har rollen som prinsen (i detta fall en popstjärna).
Joey Parker har nyss kommit tillbaka från sin världsturné. Nu har hans skivbolag gjort en tävling så en lycklig student får dansa med honom i hans nästa musikvideo, Natalia Faroush. (Nicole LaPlaca), Joeys exflickvän, gör såklart allt för att vinna. När det planeras en bal i skolan bestäms det att Mary inte får gå, hon måste städa Dominiques rum. Tami (Jessica Parker Kennedy), Marys bästa vän och dessutom hennes gudmor, hjälper henne så hon kan få gå på balen. Det visar sig att balen dessutom är en maskeradbal, och när Mary börjar dansa med en okänd kille blir det sedan en stor uppståndelse, för den "okända" killen är Joey Parker ...

## Roller
| Skådespelare           | Roll             | Roll baserad på    |
| ---------------------- | ---------------- | ------------------ |
| Selena Gomez           | Mary Santiago    | Askungen           |
| Drew Seeley            | Joey Parker/J.P. | Prinsen            |
| Jane Lynch             | Dominique Blatt  | Elaka Styvmodern   |
| Jessica Parker Kennedy | Tami             | God fé             |
| Emily Perkins          | Britt Blatt      | Elak styvsyster    |
| Katharine Isabelle     | Bree Blatt       | Elak styvsyster    |
| Nicole LaPlaca         |                  | Natalia Faroush    |
| Marcus T. Paulk        | Dustin/The Funk  | Prinsens bästa vän |